# Cut Sleeve Boys
Cut Sleeve Boys é um filme coproduzido pelo Reino Unido e Hong Kong em 2006, com direcção e argumento de Ray Yeung, que aborda a temática gay no contexto da comunidade sino-britânica londrina.
A banda sonora do filme é uma das suas características mais marcantes, reabilitando antigos sucessos jazz e pop da música chinesa, com temas de Bai Kwong - a "Billie Holiday chinesa" - e Rebecca Pan.

## Recepção da crítica
Cut Sleeve Boys teve recepção mista por parte da crítica especializada. Com base de 8 avaliações profissionais, alcançou uma pontuação de 45% no Metacritic.